# Af Forselles
af Forselles är en svensk och finländsk adelsätt. Offentlig statistik tillgänglig 2014 uppger att 66 personer med efternamnet af Forselles var bosatta i Sverige. I Finland var 30 personer registrerade med detta namn, medräknat utrikes boende.
Ätten af Forselles härstammar från Jacob Forsell (1644-1721) som var rådman i Fredrikshamn och hans hustru handelsmandottern Christina Malm från samma stad. Deras son Jacob Forsell var handlande och rådman i Fredrikshamn, borgmästare i Lovisa och sist kommerseråd. Under ryska fejderna lyckades han ta brev från ryska kurier och överlämna dessa till svenskarna, samt räknas som en av grundarna till staden Lovisa. Han var gift med Johanna Ulrica Schultz vars far var direktör i Stockholm och modern var från Hamburg. Jacob Forsell adlades 1767 av Gustav III på namnet af Forselles, och hans söner introducerades år 1775 på nummer 2018. Den enda dottern gifte sig Wattrang.
Sonen Jacob af Forselles var krigsråd, och fick bara barn i sitt första äktenskap, med Margareta Charlotta Carlsköld vars mor var en Adlerberg. Han introducerades på Finlands riddarhus och hans ätt fick nummer 143 bland finländska adelsmän.
Sonen Henric Johan af Forselles inflyttade till Sverige och blev brukspatron på Yxe bruk (som han sålde) och Strömfors bruk samt blev bergsråd. han var gift med sin broders svägerska Virginia Carlsköld. Deras ene son Jakob Henrik af Forselles var bergshauptman, och den andre Berndt Johan af Forselles var löjtnant i finländsk tjänst och upptogs på nummer 143 på Finlands riddarhus.
En gren (Edvard Gustaf af Forselles) av den finländska ätten upphöjdes 1874 till friherrelig rang och introducerades på nummer 53, men den grenen är utslocknad. En annan av denna gren utflyttade till USA på 1920-talet där den är fortlevande. Ytterligare en gren flyttade till Sverige och upptogs på nummer 2018 på Sveriges riddarhus.

## Personer med efternamnet af Forselles
- Edvard Gustaf af Forselles (1817–1891), finländsk militär och ämbetsman
- Jakob Henrik af Forselles (1785–1855), bergshauptman
- Jenny af Forselles (1869–1938), finländsk pedagog och politiker
- Louise af Forselles (1850–1934), finländsk filantrop
- Margareta af Forselles (1932–1969), mordoffer
- Samuel af Forselles (1757–1814), officer och ämbetsman
- Sigrid af Forselles (1860–1935), finländsk skulptör
- Virginia af Forselles (1759–1847), finländsk bruksägare